# Electric Flag
Electric Flag, amerikansk musikgrupp bildad i Chicago, Illinois 1967. Gruppen bestod av Nick Gravenites (sång), Michael Bloomfield (gitarr), Barry Goldberg (keyboard), Harvey Brooks (basgitarr), och Buddy Miles (trummor). Bloomfield hade en vision att blanda in många musikstilar (soul, psykedeliskt, jazz med mera) i rockmusiken. Detta kan man lägga märke till på deras debutalbum A Long Time Comin'. Bloomfield hade hoppat av The Paul Butterfield Blues Band för att förverkliga sina tankar.
Deras första uppdrag blev att göra soundtrack-musik till filmen Tripp till helvetet 1967. Låten "Flash, Bam, Pow" från filmen kom två år senare att användas i en scen i filmen Easy Rider. De medverkade på Monterey Pop Festival i juni 1967.
Efter det första albumet hoppade både Bloomfield och Goldsberg av gruppen, och istället tog trummisen Buddy Miles över den kreativa ledningen, vilket ledde till att soulmusik kom att dominera ljudbilden på det andra albumet. Skivan blev inte någon framgång som det första albumet varit och gruppen upplöstes 1969. De återförenades kort 1974 och släppte albumet The Band Kept Playing vilken avvisades av skivkritiker och publik.

## Medlemmar
- Mike Bloomfield – sologitarr, sång (1967–1968, 1974; död 1981)
- Barry Goldberg – keyboard (1967, 1974, 2007)
- Harvey Brooks – basgitarr (1967–1969)
- Buddy Miles – trummor, sång (1967–1969, 1974; död 2008)
- Nick Gravenites – rytmgitarr, sång (1967–1969, 1974, 2007)
- Peter Strazza – saxofon (1967–1969)
- Marcus Doubleday – trumpet (1967–1969)
- Michael Fonfara – keyboard (1967)
- Herb Rich – keyboard, saxofon (1967–1969; död 2004)
- Stemzie Hunter – saxofon (1967–1969, 2007)
- Roger Troy – basgitarr, sång (1974)

## Diskografi
Album
- The Trip: Original Motion Picture Soundtrack (1967)
- A Long Time Comin'  (1968)
- The Electric Flag: An American Music Band (1968)
- The Band Kept Playing (1974)
- Old Glory: Best of the Electric Flag, An American Music Band (samlingsalbum) (1995)
- Groovin' Is Easy (live) (1983) (senare utgiven som The Electric Flag: Live (2000), I Found Out (2000), Funk Grooves (2002), I Found Out (2005) och I Should Have Left Her (2007))
- Live From California 1967-1968 (2017)

Singlar
- "Groovin’ Is Easy" / "Over-Lovin’ You" (1967)
- "Wine" / "Texas" (1968)
- "Soul Searchin' " / "Sunny" (1969)